# Ardeley
Ardeley es una parroquia civil y un pueblo del distrito de East Hertfordshire, en el condado de Hertfordshire (Inglaterra).

## Geografía
Según la Oficina Nacional de Estadística británica, Ardeley tiene una superficie de 9,82 km².

## Demografía
Según el censo de 2001, Ardeley tenía 383 habitantes (48,3% varones, 51,7% mujeres) y una densidad de población de 39 hab/km². El 21,67% eran menores de 16 años, el 71,8% tenían entre 16 y 74, y el 6,53% eran mayores de 74. La media de edad era de 39,94 años. Del total de habitantes con 16 o más años, el 20,67% estaban solteros, el 69,33% casados, y el 10% divorciados o viudos.
El 96,36% de los habitantes eran originarios del Reino Unido. El resto de países europeos englobaban al 1,56% de la población, mientras que el 2,08% había nacido en cualquier otro lugar. Todos los habitantes eran blancos. El cristianismo era profesado por el 82,94%, mientras que el 12,6% no eran religiosos y el 4,46% no marcaron ninguna opción en el censo.
Había 145 hogares con residentes y 3 vacíos.